# Mimectatina meridiana
Mimectatina meridiana là một loài bọ cánh cứng trong họ Cerambycidae.